# Trzcianki (Wola Murowana)
Trzcianki – część wsi Wola Murowana w Polsce położona w województwie świętokrzyskim, w powiecie kieleckim, w gminie Nowiny.
W latach 1975–1998 Trzcianki administracyjnie należały do województwa kieleckiego.